# Reg Lewis (Fußballspieler)
Reginald „Reg“ Lewis (* 7. März 1920 in Bilston; † 2. April 1997 in Chadwell Heath) war ein englischer Fußballspieler. Der Mittelstürmer begann seine Profilaufbahn vor dem Zweiten Weltkrieg, gewann zwei Jahre nach Wiederaufnahme des Ligabetriebs mit dem FC Arsenal die zweite Nachkriegsmeisterschaft und schoss im Jahr 1950 die beiden Tore zum 2:0-Sieg im FA-Cup-Endspiel gegen den FC Liverpool.

## Leben und Karriere
Lewis begann seine Karriere als Jugendlicher beim FC Arsenal. Er kam 1935 zum Verein. Am 1. Januar 1938 gab der Engländer sein Debüt für die Gunners. Aufgrund des Zweiten Weltkriegs wurde seine Karriere unterbrochen. Nach dem Ende der Kampfhandlungen setzte er seine Laufbahn bei Arsenal fort und gewann er mit dem FC Arsenal 1948 die englische Meisterschaft und 1950 den englischen Pokal – beim erneuten Ligaerfolg seines Klubs im Jahr 1953 stand er zwar noch im Kader, stand aber in keinem Spiel auf dem Platz. Beim Pokalsieg 1950 hatte Reg Lewis die beiden einzigen Tore im Finale gegen den FC Liverpool erzielt. 1953 beendete er aufgrund vieler Verletzungen nach insgesamt 176 Pflichtspielen und 118 Toren für den FC Arsenal seine Karriere. Er wurde Gaststättenbetreiber und Versicherungsvertreter. Im Jahr 1997 starb Reg Lewis.

## Erfolge
- Englische Meisterschaft: 1948
- Englischer Pokal: 1950